# Herb gminy Wilkołaz
Herb gminy Wilkołaz – jeden z symboli gminy Wilkołaz, autorstwa Henryka Seroki, ustanowiony 20 listopada 2015.

## Wygląd i symbolika
Herb przedstawia na tarczy w polu zielonym wilka złotego powyżej dwóch ostrzewi złotych. Jest to nawiązanie do nazwy gminy.